# 惠廷鎮區 (北達科他州鮑曼縣)
惠廷鎮區（英語：Whiting Township）是位於美國北達科他州鮑曼縣的一個鎮區。

## 地方資料
惠廷鎮區的面積為93.09平方千米，當中陸地面積為92.91平方千米，而水域面積為0.18平方千米。根據2010年美國人口普查的數據，當地共有人口33人，而人口密度為每平方千米0.35人。